# 21 décembre 1916

## Naissances
- Maurice Chappaz (décès le 15 janvier 2009), écrivain et poète suisse
- André Raust (décès le 2 novembre 1991), homme politique français
- John D. Eshelby (décès le 28 décembre 1988), scientifique anglais
- Brandur Brynjólfsson (décès le 27 juillet 1999), footballeur islandais
- Arsène Tchakarian résistant français
- Carlernst Ortwein (décès le 22 décembre 1986), pianiste et compositeur allemand

## Décès
- Daniel Oliver (né le 6 février 1830), botaniste britannique

## Autres événements
- En blanc et noir est créée par le compositeur Claude Debussy et Roger-Ducasse.
- L'association Société d'histoire de Chinon, Vienne & Loire est reconnue d'utilité publique
- Le SMS Seeadler prend la mer